# Григораш Сергій Володимирович
Сергій Володимирович Григора́ш (нар. 22 квітня 1963, Гур'єв) — український і російський живописець; член Національної спілки художників України з 2003 року та Спілки художників Росії, член-кореспондент Міжнародної академії культури та мистецтва. Заслужений художник Автономної республіки Крим з 2002 року, заслужений художник України з 2004 року.

## З життєпису
Народився 22 квітня 1963 року в місті Гур'єві (нині місто Атирау, Казахстан). 1989 року закінчив художньо-графічний факультет Курського педагогічного інституту. Мешкає і працює у Феодосії.

## Творчість
Працює у галузі станкового живопису, пише пейзажі (у тому числі міські і морські), натюрморти. Серед робіт:
- «Чорне море» (1998);
- «Місячна ніч» (1998);
- «Море штормить» (1999);
- «Сонце сідає» (2000);
- «Тиша» (2000);
- «Веселка над морем» (2001);
- «Бухти Карадагу» (2002);
- «Подих моря» (2002);
- «Барви Чорного моря» (2002);
- «Смарагдова хвиля» (2003);
- «Теплий вечір у Коктебелі» (2004).

Бере участь у художніх виставках. Персональні виставки провів у Феодосії у 1996 році, Москві у 1997 році, Сімферополі у 1998, 2000, 2002 році, Києві у 1999 році.
Роботи художника знаходяться у:
- Музеї Олександра Гріна у Феодосії, Національному художньому музеї України у Києві, Московському художньому театрі імені Антона Чехова у Москві, Посольстві Об'єднаних Арабських Еміратів у Москві, Верховній Раді Автономної Республіки Криму у Сімферополі, Асоціації Музеїв та Заповідників у Сімферополі, Верховній Раді України у Києві, Офісі Президента України, Торгово-промисловій палаті України у Києві;
- приватних колекціях політиків: прем'єра Уряду Китайської Народної Республіки Лі Пена, президентів України Леоніда Кучми, Болгарії Петра Стоянова, Білорусії Олександра Лукашенка, Татарстану Мінтімєра Шаймієва;
- приватних колекціях митців: Олега Єфремова, Костянтина Райкіна, Валерія Меладзе;
- музеях, приватних та корпоративних колекціях Росії, України, Польщі, Німеччини, Китаю, Туреччини, Об'єднаних Арабських Еміратів, Швейцарії, Татарстану, Болгарії.